# 3010 Ushakov
3010 Ushakov este un asteroid din centura principală, descoperit pe 27 septembrie 1978 de Liudmila Cernîh.